# Уир, Питер (футболист)
Питер Расселл Уир (англ. Peter Russell Weir; род. 18 января 1958, Джонстон, Ренфрушир) — шотландский футболист, полузащитник.

## Карьера

### Клубная карьера
Во взрослом футболе дебютировал в 1978 году в клубе «Сент-Миррен», за который выступал на протяжении трёх сезонов.
В 1981 году Уир перешёл в «Абердин» за 300 000 фунтов стерлингов, что тогда стало рекордом клуба. В «Сент-Миррен» Уира привёл Алекс Фергюсон, который покинул клуб спустя несколько дней, но вскоре стал менеджером «Абердина» и стремился сделать своего бывшего игрока частью своей новой команды.
В составе «Абердина» Уир выиграл два чемпионских титула и три Кубка Шотландии, а также Кубок обладателей кубков УЕФА в 1983 году.
В декабре 1987 года Уир покинул «Абердин», перейдя в английский «Лестер Сити» за 80 000 фунтов стерлингов. Спустя один сезон он вновь стал играть за «Сент-Миррен», но уже в 1990 году перешёл в другой английский клуб «Эр Юнайтед», где и завершил карьеру футболиста в 1992 году.

### Карьера в сборной
В 1980 году дебютировал в официальных матчах в составе национальной сборной Шотландии. Всего в составе сборной принял участие в шести матчах, не забив ни одного гола.

## Достижения
«Абердин»
- Чемпион Шотландии: 1983/84, 1984/85
- Обладатель Кубка Шотландии: 1981/82, 1982/83, 1983/84, 1985/86
- Обладатель Кубка шотландской лиги: 1985/86
- Обладатель Кубка обладателей кубков УЕФА: 1982/83
- Обладатель Суперкубка УЕФА: 1983[6]